# Marvin Pieringer
Marvin Pieringer (Bad Urach, 4 ottobre 1999) è un calciatore tedesco, attaccante dell'Heidenheim.

## Carriera

### Club
Cresce nelle giovanili del Reutlingen prima e del Friburgo poi, debutta in prima squadra il 6 gennaio 2021, trovando anche il suo primo gol tra i professionisti, nel pareggio per 1-1 contro il St. Pauli.
l 25 giugno 2021, passa in prestito con opzione allo Schalke 04. Il 12 maggio 2022 viene riscattato ufficialmente.

## Statistiche

### Presenze e reti nei club
Statistiche aggiornate al 28 maggio 2025.
| Stagione          | Squadra           | Campionato        | Campionato | Campionato | Coppe nazionali | Coppe nazionali | Coppe nazionali | Coppe continentali | Coppe continentali | Coppe continentali | Altre coppe | Altre coppe | Altre coppe | Totale | Totale |
| Stagione          | Squadra           | Comp              | Pres       | Reti       | Comp            | Pres            | Reti            | Comp               | Pres               | Retin              | Comp        | Pres        | Reti        | Pres   | Reti   |
| ----------------- | ----------------- | ----------------- | ---------- | ---------- | --------------- | --------------- | --------------- | ------------------ | ------------------ | ------------------ | ----------- | ----------- | ----------- | ------ | ------ |
| gen. 2021         | Kickers Würzburg  | 2L                | 20         | 6          | CG              | 0               | 0               |                    | -                  | -                  |             | -           | -           | 20     | 6      |
| 2021-2022         | Schalke 04        | 2L                | 24         | 2          | CG              | 2               | 0               |                    | -                  | -                  |             | -           | -           | 26     | 2      |
| 2022-2023         | Paderborn         | 2L                | 23         | 10         | CG              | 3               | 4               |                    | -                  | -                  |             | -           | -           | 26     | 14     |
| 2023-2024         | Heidenheim        | BL                | 31         | 3          | CG              | 2               | 2               |                    | -                  | -                  |             | -           | -           | 33     | 5      |
| 2024-2025         | Heidenheim        | BL                | 31+2       | 7          | CG              | 1               | 0               | UECL               | 6                  | 1                  |             | -           | -           | 40     | 8      |
| Totale Heidenheim | Totale Heidenheim | Totale Heidenheim | 62+2       | 10         |                 | 3               | 2               |                    | 6                  | 1                  |             |             |             | 73     | 13     |
| Totale carriera   | Totale carriera   | Totale carriera   | 131        | 28         |                 | 8               | 6               |                    | 6                  | 1                  |             | -           | -           | 145    | 35     |

## Palmarès

### Club

#### Competizioni nazionali
- Campionato tedesco di seconda divisione: 1

Schalke 04: 2021-2022